# Манылов, Василий Маркелович
Василий Маркелович Манылов (8 августа 1917 — 15 декабря 1998) — передовик советского сельского хозяйства, звеньевой колхоза «Заветы Ильича» Канского района Красноярского края, Герой Социалистического Труда (1949).

## Биография
Родился в 1917 году в деревне Верхний Атин, ныне Иланского района красноярского края в русской бедной крестьянской семье. В 1933 году начал свою трудовую деятельность, пошёл работать рабочим Канского лесосплавного участка. В 1939 году, окончив курсы трактористов, стал работать трактористом в Больше-Уринской машинно-тракторной станции.
В 1942 году был направлен на фронт. Участник Великой Отечественной войны. Воевал на калининском фронте, стрелков в 78-й стрелковой бригаде. 30 декабря 1942 года получил тяжёлое ранение в правую руку. После излечения в госпитале в 1943 году был демобилизован. Вернулся в родные места и стал работать механизатором в Больше-Уринской МТС.
В 1948 году Манылов, работая звеньевым колхоза «Заветы Ильича», получил высокий урожай пшеницы 34,9 центнера с гектара на площади 27,7 гектара.
За получение высоких урожаев пшеницы при выполнении колхозом обязательных поставок и контрактации по всем видам сельскохозяйственной продукции, натуроплаты за работу МТС в 1948 году и обеспеченности семенами всех культур для весеннего сева 1949 года, Указом Президиума Верховного Совета СССР от 21 февраля 1949 года Василию Маркеловичу Манылову было присвоено звание Героя Социалистического Труда с вручением ордена Ленина и золотой медали «Серп и Молот».
Многие годы продолжал работать на тракторе и добивался высоких производственных результатов..
Умер 15 декабря 1998 года.

## Награды
За трудовые успехи удостоен:
- золотая звезда «Серп и Молот» (21.02.1949),
- орден Ленина (21.02.1949),
- Орден Отечественной войны II степени,
- другие медали.